# Lebes
|  | No s'ha de confondre amb gerra. |

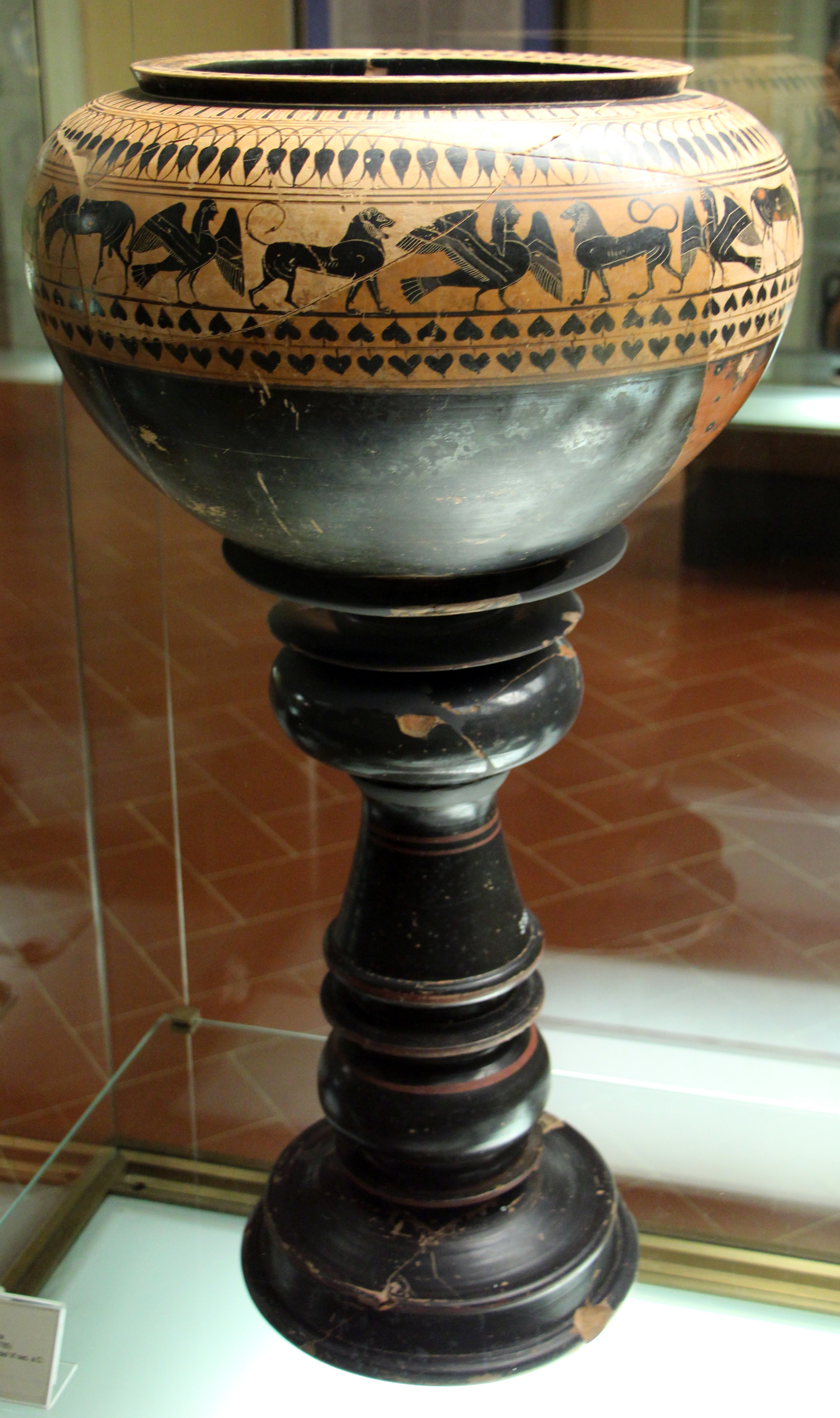
Lebes sobre una alta peanya cilíndrica.

Lebes Espècie de calder, generalment de grans dimensions que s'emprava a Grècia per a diversos usos domèstics i que també servia de premi en els jocs i d'ofrena als temples.
Per això n'hi havia d'or i plata artísticament decorats, encara que la majoria eren de bronze. La seva forma era molt diferent. La seva forma era molt distinta, variant segons la profunditat, la curvatura de la panxa i el diàmetre de l'embocadura. La tapadora estava fixa amb goigs o separada i, com que per la gran convexitat del fons no es podia sostenir, descansen sobre una estela, sobre tres peus cònics o sobre un tripode. El clàssic tripode que servia de premi en els jocs públics solia portar com a complement un lesbes considerant-se tots dos objectes com un tot i designant-se indistintament pel nom d'un d'ells.
En els jocs mítics de Cástor i de Iolau, en els oferts a Aquil·les segons la Iliada, en els grans concursos de Grècia i en les lluites dels agonistes, tal solia ser el premi i per aquesta raó el tebes figura en gran nombre de gots pintats. Entre els oferts als déus se citen els de Delos i Eleusis, que era, o bé exvots de gran riquesa o utensilis emprats en els sacrificis o en diverses cerimònies del culte. Els de grans dimensions tenien nanses o argolles movibles i les de menor grandària nanses fixes; en molts exemplars, decorades, com els de forma ovoide trobats a la Campània, la tapa tenia una mena de mànec, o agafador representant un personatge o un grup. El decorat, fet a punxó, era geomètric o representava animals reals o fantàstics. Les nanses fixes solien representar, bé caps de lleó o de carner o la part anterior d'animals de coll llarg, com cignes, serp o aixetes implantades sota el coll del lebes i encorbats cap amunt i cap a dins. Els havia adequats per rentar-se, especialment abans i després del menjar.
La religió pagana exigia que en fer les libacions als déus, les mans estiguessin pures, i en donar el senyal per al festí, els heralds, els esclaus i les dones abocaven l'aigua que portaven en un lebes, sobre les mans dels convidats. També servia per rentar els peus dels hostes, i a l'Odissea, Euriclea presenta a Ulisses un lebes amb aquest objecte; en els banys servia per escalfar l'aigua, i alguns pel seu grandor servien de banyera, i en un d'aquests va sorprendre Clitemnestra à Agamèmnon.
El bany nupcial, que entre els grecs precedia a la cerimònia del matrimoni, es prenia en un lebes, i aquest és el got que porta una deessa en una àmfora de figures negres, que es guarda a Londres i que representa les casaments de Júpiter i Hera.
Tan diferents eren els fins a què es dedicava aquest atuell, variant la forma o la mida, que segons Heròdot la campana que tocaven les dones espartanes a la mort dels reis eren lebes; segons Lucio, era el calder que empraven els tintorers, i hi havia lebes construïts expressament per contenir les cendres i part de l'ossamenta dels morts; aquestes se solien cobrir amb una tela, acuradament, o s'hi envoltava tot el got. Després de preparat en aquesta forma s'enterrava el lebes cobrint-lo amb una pedra o es col·locava en una pedra rectangular o cilíndrica dins d'una cavitat oberta.
A gairebé totes les necròpolis gregues, i especialment a les d'Àtica, s'han descobert aquests gots funeraris. En certes monedes de Creta una marca de contrast que representa un lebes vist per la part superior, cosa que va fer suposar a certs numismàtics que certes inscripcions de Gortina en què es llegeix que les multes es pagaven a lebes 'es referien a les monedes així contrastades, si bé es té una gran seguretat cronològica en aquesta teoria.

## Altres
Altres articles semblants. Dinos (ceràmica)